# Ján Andraščík
Ján Andraščík (ur. 6 sierpnia 1799 w Lipowcach, zm. 24 grudnia 1853 w Bardejowie) – słowacki pisarz i ksiądz katolicki. 